# De rode lijn
De rode lijn is het zestiende stripalbum uit de stripreeks Jeremiah. Het album is geschreven en getekend door Hermann Huppen. Van dit album verschenen tot nu toe twee drukken, bij uitgeverij Dupuis in de collectie Spotlight, in 1992 en 2006.

## Inhoud
Kurdy en Jeremiah arriveren per schip in een klein stadje waar twee bendes, de Lords en de Trash elkaar bestrijden. Dat gebeurt door worstelwedstrijden op levend en dood. De inzet bestaat uit gebieden, waar de winnaar zijn afpersingspraktijken mag uitoefenen. Jeremiah en Kurdy worden gedwongen een kamp te kiezen. Kurdy krijgt een affaire met de mooie Pryscilla die niemand minder is dan de vrouw van de baas van een van de bendes.